# Bab el-Màndeb
Bab el-Màndeb (àrab: باب المندب, Bāb al-Mandab), és un estret que separa la punta sud-occidental d'Aràbia, al Iemen, de la costa africana (la part més propera forma part de Djibouti). L'estret té uns 16,5 km de llarg.
El seu nom, en àrab, vol dir ‘Porta de les lamentacions fúnebres'. pels perills que comporta la seva navegació o, segons una llegenda àrab, pels que van ofegar-se pel terratrèmol que va separar Àsia i Àfrica. Els mariners àrabs, però, sovint deformen el nom a Bab al-Mandam (Porta del penediment). D'altra banda, de fet sovint és anomenat, simplement, al-Bab, ‘la Porta’.
L'illa de Perim el divideix en dos: el Gran Estret (14 km), al costat de Djibouti, i el Petit Estret (2,5 km), al costat iemenita. Aquest darrer és el més proper al Iemen i està controlat, a la part continental, pel turó al-Manhali (270 metres). La vila de Xeikh Said, al nord de l'estret, en controla el pas.

## Dimensions i navegació
És un estret ample, profund i recte que no té molts illots ni roques, característiques que afavoreixen la navegació. Fa uns 9,5 km en un dels seus punts més estrets, entre Perim i Kadda Dabali, i 11,5 km des de Perim fins a la costa de Djibouti, amb una profunditat de prop d'uns 200 metres. El canal més estret entre Perim i la costa del Iemen té una amplada d’uns 1,5 km, amb una profunditat d'entre 10 i 31 metres, emprat per a la navegació local, mentre que les vies marítimes internacionals travessen l'estret de Bab el-Mandeb pròpiament dit.
En el seu punt més estret, entre la costa de Djibouti i Perim, es troben les illes dels set germans de Djibouti. El tràfic de vaixells internacionals que segueix l'esquema de separació del trànsit (TSS) a Bab el-Mandeb discorre al nord de les illes dels set germans a través del mar territorial de Djibouti i el Iemen.

## Formació
El Mar Roig es va formar quan la placa aràbiga es va separar de la placa africana formant el Rift del Mar Roig. Aquesta divisió va començar a l'eocè] i es va accelerar durant l'Oligocè. Els esdeveniments paleoambientals i tectònics del miocà van crear l'istme Danakil, un pont terrestre que forma una àmplia connexió entre el Iemen i Etiòpia. Durant el terciari, Bab el Mandeb es va tancar i el mar Roig es va evaporar fins a convertir-se en mar de sal.
Durant els darrers 100.000 anys, les fluctuacions eustàtiques del nivell del mar han provocat l'obertura i el tancament alternatius dels estrets. Segons la recent hipòtesi d’un origen únic, els estrets de Bab-el-Mandeb van ser probablement testimonis de les primeres migracions dels humans moderns fa 70.000 anys. Es pressuposa que els oceans eren llavors molt més baixos i els estrets eren molt poc profunds o secs, cosa que va permetre una sèrie d’emigracions al llarg de la costa sud d’Àsia.
Al Rift del Mar Roig sorgeixen diverses illes volcàniques, la majoria volcans inactius, però el 2007 l’illa Jabal al-Tair va esclatar violentament. i de 2011 a 2013 es van produir erupcions a les illes Zubair. properes.

## Trànsit de mercaderies
El 2018, s'estima que 6,2 milions de barrils de cru, condensat i productes derivats del petroli transitaven per l'estret de Bab el-Mandeb diàriament cap a Europa, els Estats Units i Àsia, i el 2014 el fluxe era de 5,1 milions de barrils diaris. Els fluxe de petroli a través de l'estret de Bab el-Mandeb va representar aproximadament el 9% del total del petroli comercialitzat pel mar (cru i productes derivats del petroli refinat) el 2017, d'ells, 3,6 milions de barrils diaris es van desplaçar cap al nord cap a Europa i uns altres 2,6 milions de barrils diaris van fluir en direcció oposada principalment a mercats asiàtics com Singapur, la Xina i l'Índia.
Fins al 2015, el volum de gas natural liquat que travessava Bab el-Mandeb era el mateix que passava pel canal de Suez perquè al mar Roig no hi havia infraestructura de GNL, però al 2015 Jordània i Egipte van començar a importar-ne als ports del Mar Roig i a mesura que els nous camps de gas natural d'Egipte han entrat en servei ha necessitat importat menys, de GNL cap al nord a través del Bab el-Mandeb també han disminuït des del 2016, però els cabals cap a altres destinacions s'han mantingut força constants.

## Història
Els esdeveniments paleoambientals i tectònics de finals del Miocè i principis del Pliocè mostren l'existència de l'istme Danakil, un pont terrestre que forma una àmplia connexió entre el Iemen i Etiòpia, i durant els darrers 100.000 anys, les fluctuacions eustàtiques del nivell del mar han provocat l'obertura i el tancament alternatius de l'estret.
Segons la hipòtesi d'un origen únic, els estrets de Bab-el-Mandeb van ser probablement testimonis de les primeres migracions dels humans moderns. Es pressuposa que els oceans eren llavors molt més baixos i els estrets eren molt poc profunds o secs, cosa que va permetre una sèrie d'emigracions al llarg de la costa sud d'Àsia.
Les restes de l'edat de pedra mitjana d'Abdur, situats en un escull elevat i datats a 125.000 anys, i Asfet, de 200.000 a 50.000 anys demostren que la costa va ser visitada i pot haver servit de pas dels humans moderns antics durant la seva propagació des d'Àfrica a Àsia, ja sigui cap al nord fins a Llevant o a través del mar Roig fins a Aràbia. A més, closques de principis a mitjans de l'holocè documentats a la regió reflecteixen l'explotació de diferents entorns costaners.
Segons la tradició de l'Església Ortodoxa Etíop, l'estret de Bab-el-Mandeb va ser testimoni de les primeres migracions de parlants semítics gueez a l'Àfrica, que es van produir cap al 1900 aC, en l'època del patriarca hebreu Jacob. El Regne d'Axum era una gran potència regional a la Banya d'Àfrica que va estendre el seu domini a través de l'estret amb la conquesta dels himiarites poc abans de l'ascens de l'islam.
L'actual República de Djibouti, entre 1896 i 1967 fou la colònia francesa de la Costa Francesa dels Somalis integrant els antics districtes d'Obock, Djibouti (ciutat), terra dels danakil, terra dels somalis i el sultanat de Tadjoura. La colònia fou lleial al govern de Vichy durant la Segona Guerra Mundial, fins que el 28 de desembre de 1942 va ser ocupat pels britànics de Somaliland i va passar al control de les forces de la França Lliure. El 27 d'octubre de 1946 fou declarat territori francès d'Ultramar, canviant el nom el 5 de juliol de 1967 per Territori Francès dels Àfars i dels Isses fins a la seva independència en 1977.
La Companyia Britànica de les Índies Orientals va ocupar d'illa de Perim en 1799 en nom del Raj Britànic en preparació de l'Ocupació britànica d'Egipte però fou abandonada en direcció a Aden al cap de poc per la manca d'aigua i perquè les bateries a l'illa no podien dominar l'estret, però van tornar el 1857 per establir una estació de carbó. El Protectorat d'Aden fou la zona sota protectorat britànic a l'Aràbia del Sud al que la majoria dels estats de la zona es van incorporar entre 1888 i 1904. El darrer tractat es va signar el 1954. El 1917 el Protectorat es va dividir administrativament en el Protectorat Occidental d'Aden i el Protectorat Oriental d'Aden. La diferència entre el protectorat i la colònia d'Aden és que el Protectorat estava governat per caps locals (sultans o xeics principalment) semiindependents però sota supervisió d'un resident britànic i amb obligacions garantides per tractats, mentre la colònia era administrada directament pels britànics. El 1963 la Federació d'Aràbia del Sud va abraçar pràcticament la totalitat dels estats del Protectorat occidental. Llavors el protectorat d'Aden va recuperar aquest nom (formalment Protectorat de l'Aràbia del Sud) pels estats que no van entrar a la Federació, que foren els soldanats orientals dels Mahra de Quishn i Socotra, els Kathiri de Seiyun i els Quaiti d'Hadramaut i un d'occidental, l'Alt Yafa. Va caure en mans del govern revolucionari d'Aden el 1967 per formar el Iemen del Sud.
La zona va recuperar l'interès renovat quan els nord-americans van obrir una base militar a Djibouti el 2002, a prop d'instal·lacions militars franceses i a prop de l'aeroport internacional d'Ambouli com a part de la lluita contra la pirateria al voltant de la Banya d'Àfrica. El 2017 i després d'un acord assolit el 2015, la República Popular de la Xina també va crear una base militar a Djibouti, la primera fora de les seves fronteres, per interès econòmic i destinada a donar suport a les operacions navals xineses a l'oceà Índic i, especialment, al Pròxim Orient.

## Conflictivitat
La Guerra Civil Iemenita, la pirateria a Somàlia, el contraban i la inestabilitat política al les frontereres converteixen Bab el-Mandeb com un dels estrets més inestables i perillosos del món per trànsit de mercaderies, especialment en el sector de l'energia.
En la dècada de 2010 la zona va viure un increment de l'activitat pirata d'origen somali a les aigües de la Banya d'Àfrica i al golf d'Aden. La situació d'extrema pobresa i les febles estructures estatals van fer de la pirateria una forma ràpida de guanyar diners, dinamitzant l'economia al país, amb la creació d'assentaments des d'on es dirigien les operacions, que van sofisticar-se progressivament sofisticació i requerien certa organització prèvia perquè fossin reeixides, amb atacants duent armes automàtiques i llançagranades, i duent a terme els atacs lluny de la costa.
La forma de pirateria més lucrativa i alhora la més difícil d'executar és l'abordatge per aproximació i intimidació per un altre vaixell nodrissa i embarcacions més petites, obrint foc per intimidar la tripulació. Presa la tripulació i segrestat el vaixell, els pirates demanen rescat. Un segrest reeixit a alta mar requereix, a més d'un fort armament per sotmetre a la tripulació i dissuadir un possible rescat marítim, un compromís a llarg termini per a la consecució de l'empresa, intel·ligència per localitzar l'objectiu en aigües internacionals, suport des de la costa i disposició per a poder blanquejar el rescat. La xifra rècord d'un rescat fou al novembre de 2010 quan es va pagar nou milions i mig de dòlars per alliberar el petroler sud-coreà Samho Dream i la seva tripulació.